# 島津勇典
島津 勇典（しまづ ゆうてん、1938年（昭和13年）6月26日 - ）は、日本の政治家。元玉名市長（1期）、元熊本県議会議員（6期）、元熊本県議会議長。

## 来歴
熊本県出身。熊本県立玉名高等学校を経て、1967年（昭和42年）3月、中央大学法学部法律学科卒業。高田浩運参議院議員秘書を経て、1983年（昭和58年）4月、熊本県議会議員選挙に初当選。1999年（平成11年）11月、第71代同県議会議長に就任。2000年（平成12年）12月、12代自由民主党熊本県連幹事長に就任。
2005年（平成17年）10月3日、旧玉名市・岱明町・横島町・天水町の1市3町は対等合併し、新市制による玉名市が誕生する。これに伴って11月13日に行われた市長選挙に自由民主党の推薦を受けて出馬。旧玉名市長の高嵜哲哉、元県議の築森守ら3候補をおさえ、初当選。
2009年（平成21年）10月25日に行われた市長選で、前回戦った高嵜哲哉（民主党・社民党推薦）に敗れた。